# Unnaryd
Unnaryd is een plaats in de gemeente Hylte in de provincie Hallands län de plaats ligt echter in het landschap Småland in Zweden. De plaats heeft 760 inwoners (2005) en een oppervlakte van 123 hectare.
De natuur die Unnaryd omgeeft bestaat voornamelijk uit bos en de vele meren. Het gebied is relatief dunbevolkt.
Hyltebruk · Torup · Unnaryd · Rydöbruk · Landeryd · Kinnared · Brännögård · Drängsered · Fröslida